# Tompo
Il Tompo è un fiume della Russia siberiana orientale, affluente di destra dell'Aldan nel bacino della Lena. Scorre nel Tomponskij ulus della Sacha-Jakuzia.
Nasce dal versante nordoccidentale dei monti Suntar-Chajata; si dirige dapprima verso occidente, "tagliandoli" in due, aggira con una ampia ansa l'estremità settentrionale dei monti Sette-Daban, bagna la cittadina omonima, dopo di che si volge a sud-ovest fino alla sua confluenza nell'Aldan, alcuni chilometri a valle di Chandyga. I principali affluenti ricevuti nel suo corso sono Tomporuk e Menkjule da sinistra, Delin'ja e Chunchada da destra.
Il Tompo è gelato, mediamente, da ottobre a fine maggio; in tarda primavera ed estate si hanno invece i massimi annui di portata.